# What Are You Waiting For (Krezip)
What Are You Waiting For is het derde studioalbum van de Nederlandse popband Krezip. Het album kwam uit in mei 2005.
Nadat Krezip in 2004 door de platenmaatschappij Warner Music op straat was gezet, is dit het eerste album wat ze uitbrachten bij hun nieuwe platenmaatschappij, Sony BMG. Ook is het het eerste album sinds in de formatie een wisseling plaatsvond: Bram van den Berg en Jan Peter Hoekstra namen plaats in de band, nadat Thomas Holthuis en Thijs Romeijn met de band waren gestopt.
What are you waiting for bereikte de nummer 1-positie in de Nederlandse Album Top 100. In Vlaanderen werd de 14de positie bereikt. Van het album werden drie singles uitgebracht, waarvan Out of my bed de negende plaats behaalde in de Nederlandse Top 40.

## Nummers
1. "What Are You Waiting For" - 3:31
2. "Out Of My Bed" - 3:28
3. "Don't Crush Me" - 3:47
4. "Brighter Days" - 3:37
5. "Really Something" - 2:50
6. "Take Your Time" - 3:30
7. "I Apologize" - 3:05
8. "Where Are You Now" - 3:22
9. "Same Mistake" - 3:30
10. "Piece of Mind" - 3:15
11. "Same Old Story" - 3:42
12. "Don't Want You" - 3:09
13. "Forget What I Said" - 3:37

## Muzikanten
- Jacqueline Govaert - Zang
- Anne Govaert - Gitaar
- Joost van Haaren - Basgitaar
- Annelies Kuijsters - Toetsen
- Bram van den Berg - Drums
- Jan Peter Hoekstra - Gitaar